# Mompha communis
Mompha communis é uma espécie de mariposa do gênero Mompha pertencente à família Coleophoridae.